# Modem

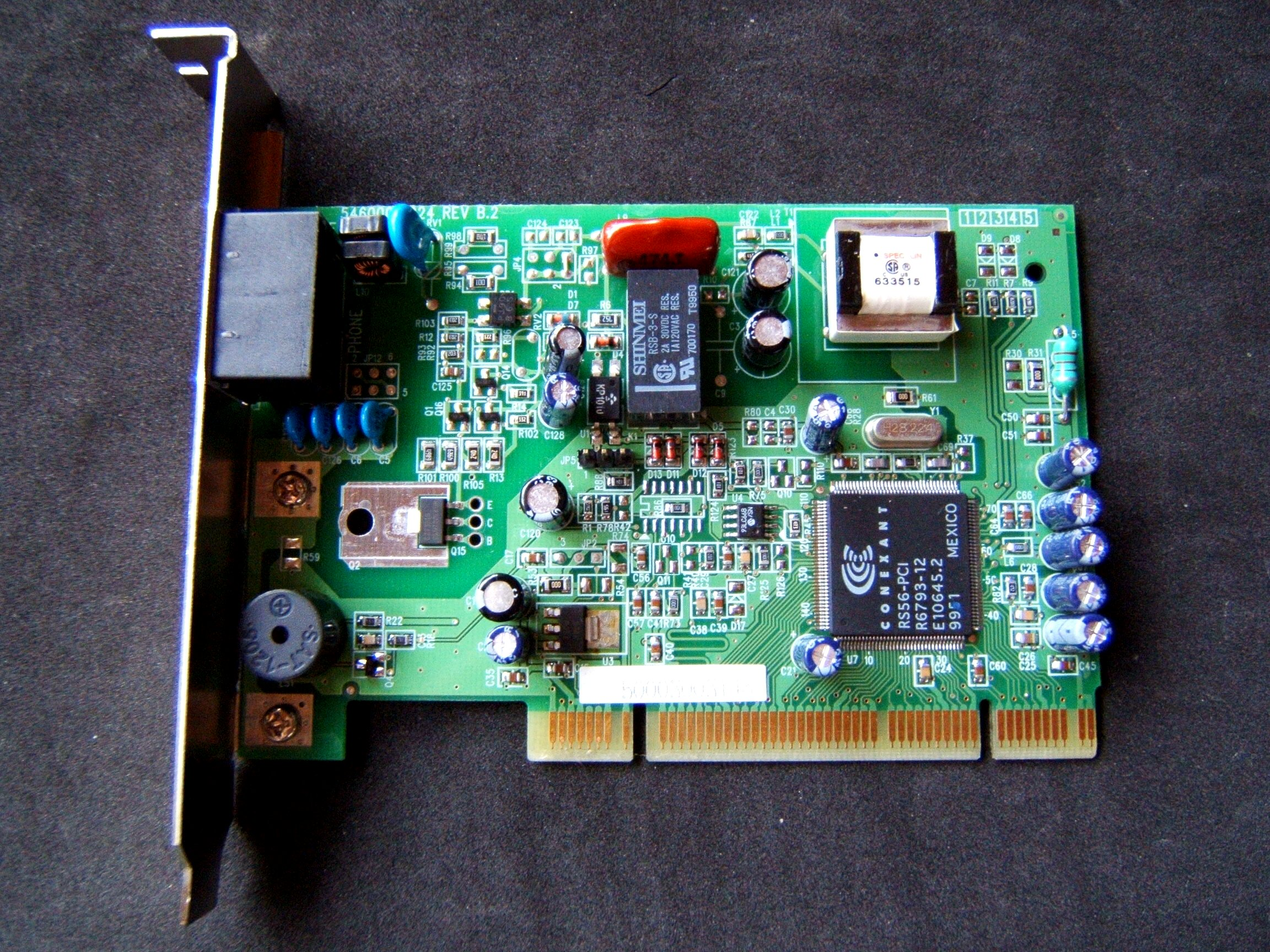
Interne modem (voor inbouw in een computer) voor een analoge telefoonlijn.

De modem is een apparaat waarmee informatiesignalen geschikt gemaakt worden om over een verbinding te worden getransporteerd. Tegenwoordig gaat het meestal om digitale informatie die over een analoge telefoonlijn, een andere (lange) kabelverbinding, of draadloos wordt verstuurd. Meestal betreft het een dataverbinding tussen computers. Ook op andere gebieden zijn modems in gebruik, zoals bij radioverkeer, waar een modem de informatie geschikt maakt om via een draadloze verbinding te worden overgebracht.
Het woord modem is een samentrekking van modulator en demodulator. Zowel 'de' als 'het' modem wordt in het Nederlands gebruikt, maar volgens de etymologie is het een mannelijk woord. Hoewel de modem meer functies heeft dan demoduleren en moduleren, heeft het kastje zijn naam behouden als modem.

## Functioneren van een modem

### Doel
Indien men de digitale informatie als elektrische pulsen rechtstreeks op een communicatieverbinding zet, zal blijken dat aan de ontvangstzijde deze pulsen niet meer te herkennen zijn. Dat heeft een aantal oorzaken, zoals elektrische vervorming van het signaal, (groep)looptijdsverschillen en de verschuiving van frequentie. Om deze reden moet het digitale signaal omgezet worden op een bepaalde manier zodat die signalen aan de ontvangstzijde als zodanig herkend kunnen worden en waarbij het overdrachtssignaal voldoet aan de karakteristieken of limieten van het overdrachtsmedium. Die omzetting is het doel van de modem.

### Werking
Binaire gegevens worden door een modem omgezet in pieptoontjes in een of meerdere frequenties, verzonden over een verbinding en door een ander modem weer omgezet in binaire gegevens. De term pieptoontjes is eigenlijk alleen van toepassing bij ouderwetse modems waarbij geen draaggolf werd toegepast maar iedere informatiebit een eigen toontje had. Dit toontje werd aan- of uitgezet als een bit één of nul was. Het nadeel van het ontbreken van een draaggolf was, dat door enerzijds grote hoeveelheid elektronische componenten (spoelen) en anderzijds eigenschappen van de telefoonverbinding bij bepaalde combinaties van tonen, nieuwe ongewenste tonen ontstonden (intermodulatie). Deze nieuwe ongewenste tonen werden door de ontvangende modem als nullen en enen beschouwd. In antwoord hierop is men een draaggolf gaan gebruiken. Een draaggolf is te beschouwen als één ononderbroken toon, waarvan één of meer eigenschappen, zoals toonhoogte (frequentie) of sterkte (amplitude), worden veranderd. Bij moderne ADSL-verbindingen is de frequentie zo hoog, dat het signaal niet meer gehoord kan worden.
Meestal is er sprake van één basisfrequentie, de draaggolf, die wordt gemoduleerd op vergelijkbare manier als bij radio- of televisieoverdracht. Dit moduleren van de draaggolf kan door amplitudemodulatie, frequentiemodulatie, fasemodulatie of een combinatie van deze modulatietechnieken. De voordelen van het gebruik van een draaggolf zijn dat de steeds aanwezige draaggolf als referentie gebruikt kan worden en dat de eigenschappen bij het ontstaan (het genereren van die draaggolf) bekend zijn. Zo zou bij frequentieverschuiving (bij gebruik van straalverbindingen voor telefonie) de draaggolf in frequentie kunnen veranderen, maar de fase- of frequentieverandering (het modulaat) daarop zal hetzelfde blijven. Of de vorm van het signaal zelf kan aangetast worden maar de vorm die door de modulatie gedragen wordt blijft gelijk.
Het voorgaande geldt zowel voor elektrische signalen (bij bijvoorbeeld koperdraad) als optische signalen (vezeloptica).

## Achterliggende techniek: fasemodulatie
Bij modems wordt fasemodulatie het meest toegepast. Een sinus is voltooid na 360 graden. Tijdelijk wordt bijvoorbeeld de draaggolffrequentie 45 graden of 90 graden of 135 graden of 180 graden eerder of later gestuurd. Op die manier zijn er acht verschillende sinusposities te onderscheiden. Hiermee kunnen dan drie bits tegelijk worden gecodeerd. Drie bits hebben acht (fase)mogelijkheden. De tijdsduur van de faseverandering kan dan drie keer zo langzaam zijn als wanneer alle bits na elkaar (in serie) worden verzonden. Dat is ook wel noodzakelijk omdat de normale spraakverbindingen bij de telefonie in frequentie beperkt zijn van 300 Hz tot 3400 Hz.
Bij een draaggolf van bijvoorbeeld 1900 Hz kan de modulatie niet meer zijn dan ongeveer 1500 Hz en dat komt overeen met 3000 b/s als maximum in het modulaat (in één sinus passen twee bits na elkaar). Door nu steeds drie bits tegelijk te zenden kan dit overeenkomen met 9000 b/s als serieel gecodeerde informatiebits. Door steeds meer verschillende fasen te nemen kan op die manier de bitrate (bits per seconde) verhoogd worden. Het eind komt in zicht als de verschillende fasen niet meer herkend kunnen worden door de onzekerheid in het signaal die bepaald wordt door de signaal-ruisverhouding. Bij een bepaald kanaal (bijvoorbeeld een telefoonlijn) is de maximale grootte van het signaal beperkt en is de minimumgrootte van de ruis ook beperkt. Samen bepalen deze twee het dynamische bereik van het kanaal de daarmee de grootst mogelijk voorkomende signaal-ruisverhouding.
Op deze wijze zijn al die eigenschappen van het kanaal bepalend voor de maximale capaciteit van de telefoonverbinding, teruggerekend naar de snelheid van de digitale data in b/s. Als hierna wordt gesproken over de maximale capaciteit van een (telefoon)spraaklijn dan wordt dus de overgedragen hoeveelheid informatie per seconde bedoeld en niet de bandbreedte van de (telefoon)spraaklijn zelf.

## Snelheid en ontwikkeling van modems

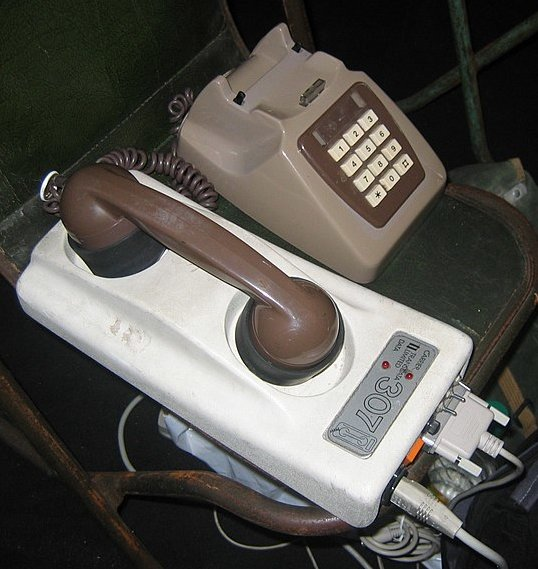
Akoestische modem

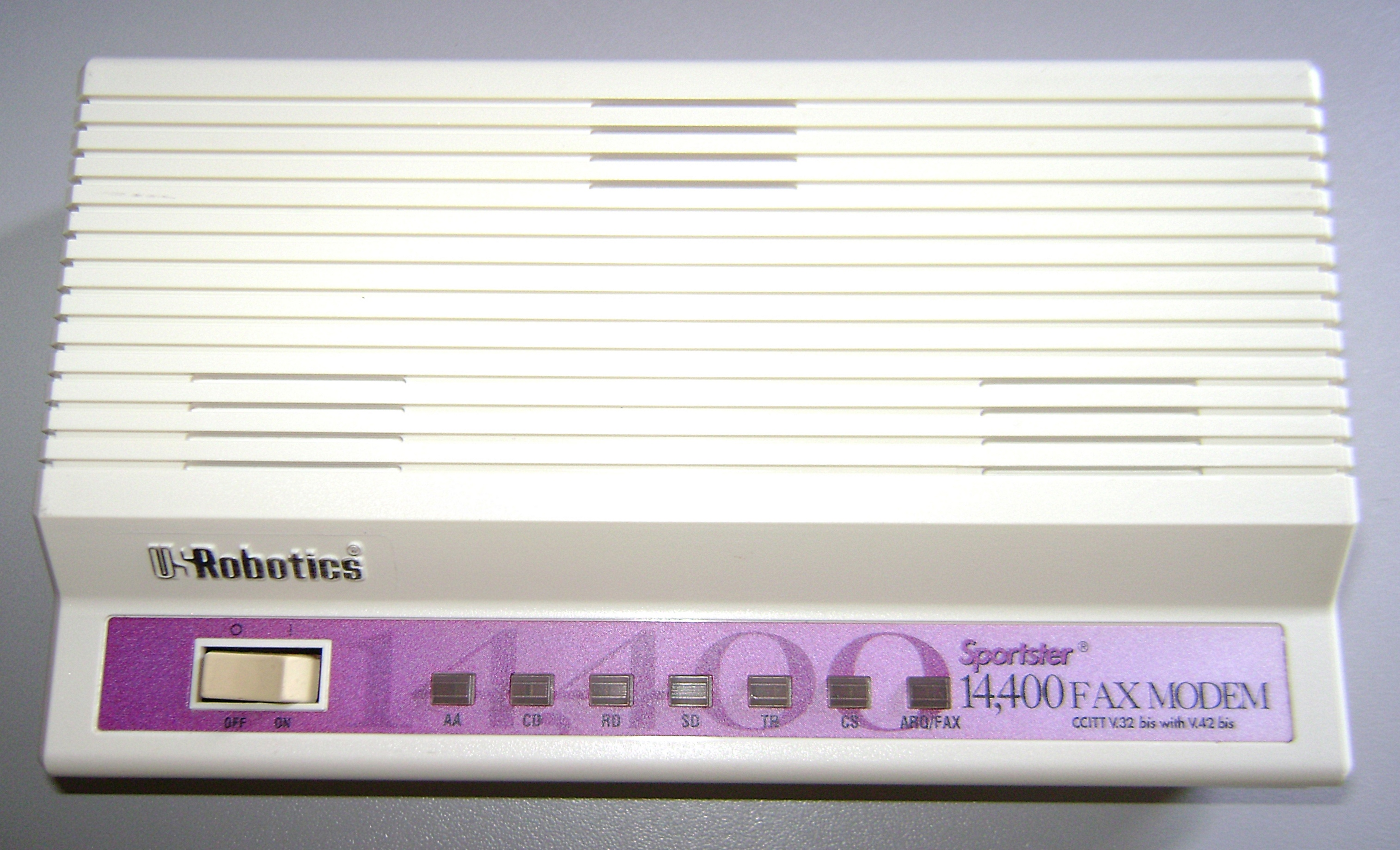
US Robotics Sportster 14.400 Faxmodem (1994)

Aanvankelijke modems waren naar de huidige maatstaven erg langzaam: de eerste consumentenmodems konden 110 of 300 b/s aan en werden akoestisch aan de computer gekoppeld door een telefoonhoorn op een hulpstuk met een luidspreker en een microfoon te leggen. Dit was aanvankelijk noodzakelijk omdat telefoons van het telefoonbedrijf gehuurd werden en het niet toegestaan was er een galvanische verbinding mee te maken. Al spoedig kon de telefoonlijn direct aan de computer worden gekoppeld. Binnen iets meer dan een decennium ging de snelheid van telefoonmodems naar 1200, 2400, 2800, 9600 b/s en 14,4, 28,8, 33,6 en 56 kb/s, waarmee de maximale capaciteit van een gewone (telefoon)spraaklijn ongeveer is bereikt.
In 1959 werd er al door het bedrijf Bell voor Amerikaanse bedrijven de eerste modem op de markt gebracht. Deze werd gebruikt voor Dell-computers, werkte volgens het SAGE-besturingssysteem en droeg de naam Data-Phone. Via een standaard telefoonlijn kon deze communiceren met 2000 baud, via een gehuurde telefoonlijn haalde deze modem 2400 baud. 
Met ISDN werden wat hogere snelheden mogelijk, 64 kbit/s of bij gebruik van de twee kanalen van de ISDN-verbinding tegelijk 128 kbit/s. 
Met ISDN was voor het eerst ook mogelijk om altijd online te zijn. Omdat bij ISDN het niet meer nodig was om in te bellen en je bij een gebruikelijk ISDN-abonnement niet meer betaalde voor het aantal belminuten, zoals gewoon was met een inbelmodem. Daarbij was het gebruikelijke inbellen niet meer nodig. De ISDN-adapter moest op zich wel elke keer een verbinding opzetten, maar dat was in een paar seconden geregeld. 
Bij ISDN kan echter niet gesproken worden van een modem, omdat bij ISDN de informatie direct met basisbandtransmissie op de kabel gezet wordt; het signaal wordt niet gemoduleerd. Bij ISDN wordt daarom niet over een modem gesproken, maar over een ISDN-adapter.

## Breedbandmodems

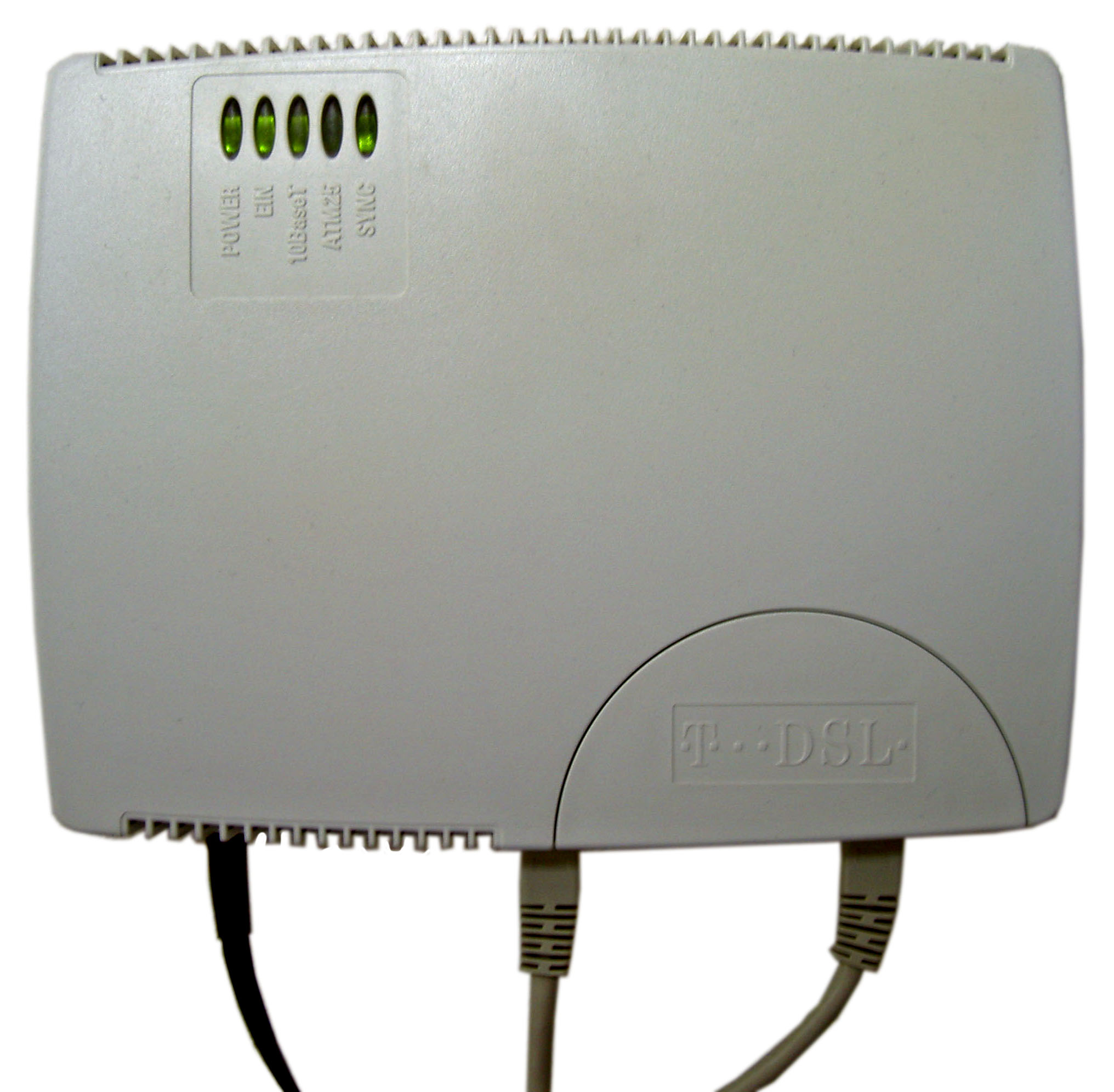
een ADSL-modem

Met de komst van kabelinternet en ADSL kwam een grote sprong: datatransmissie met honderden kilobytes (niet bits) per seconde werd mogelijk. Hiermee werd overdracht van een goede kwaliteit audio in real-time en een matige kwaliteit video mogelijk. Alhoewel ADSL een digitale techniek is, worden de signalen net als bij een gewone modem gemoduleerd over de koperlijn verzonden en kunnen we wederom met recht spreken van een modem.
Hierbij moet worden opgemerkt dat de telefonie-infrastructuur opgebouwd is uit een groot aantal verschillende verbindingen die karakteristiek totaal anders zijn. De koperverbinding van de huisaansluiting naar een ondercentrale is soms bij heel erg lange oude verbindingen voorzien van spoelen (pupinspoelen). Na een lange afstand zorgden die voor een versterking van hoge tonen die anders op zo'n grote afstand niet meer hoorbaar waren. Dan zijn er verbindingen tussen een ondercentrale naar een hoofdtelefooncentrale. Er zijn glasvezelkabel en straal- en satellietverbindingen.
Een "gewone" modem zoals hierboven beschreven kan gebruikmaken van al deze verschillende verbindingen. Hij is geoptimaliseerd voor de "gewone" ouderwetse spraakverbinding die door al deze systemen heen loopt. Echter, een ADSL-kaart maakt alleen gebruik van het allereerste deel van de ouderwetse infrastructuur: een paar koperdraadjes in de kabel die van huis naar de ondercentrale lopen en dan alleen nog als die koperdraad niet te lang is. De kabel moet ook nog in goede conditie zijn en beslist zonder pupinspoelen, omdat die sommige "groepen van tonen" van het signaal sneller doorlaat dan andere "groepen van tonen" (groeplooptijdverschillen zie groepssnelheid). Daardoor zal de vorm van de omhullende, het modulaat, van vorm veranderen.
Geavanceerde "gewone" modems trachten deze verschillen weer te compenseren en schakelen automatisch op hogere of lagere vertragingen van bepaalde frequentiebanden afhankelijk van de tijdsverschillen van aankomst ter compensatie: om de totale tijdsvertraging van alle frequentiedelen van het gehele signaal recht te trekken. Maar bij de gewenste zeer hoge snelheden bij ADSL is dat helemaal niet meer mogelijk. Hoe hoger de snelheid van de informatie, hoe korter de kabels moeten zijn die gebruikt worden.

## Opmerkingen
Het is belangrijk in dit verband te begrijpen dat bitrate (b/s) en baud twee verschillende begrippen zijn. Nochtans worden ze vaak door elkaar gebruikt. Baud is het aantal signaalwisselingen per seconde, terwijl b/s het aantal bits per seconde is. Deze kunnen gelijk zijn, maar meestal zijn ze verschillend (zeker bij hogere snelheden).